# Jacques Robichez
Jacques Gérard Eugène Louis Alfred Léon Robichez, né le 11 décembre 1914 à La Madeleine et mort le 21 octobre 1999 dans le 14e arrondissement de Paris, est un spécialiste de la littérature et du théâtre, un romaniste et un professeur d’université français.

## Biographie
Après avoir fréquenté une école catholique à Marcq-en-Barœul (1921-1931), le lycée Henri IV à Paris (1931-1934), le lycée Faidherbe à Lille et l'Université de Lille, il devint agrégé de lettres en 1937. Prisonnier de guerre (1940-1945), il fut décoré de la Croix de guerre pour sa conduite au front.
De 1951 à 1953, il enseigna au Lycée Hoche de Versailles, puis en 1957, il passa son doctorat avec une thèse sur Aurélien Lugné-Poe et devint professeur de littérature française d'abord à l'Université de Lille, puis de 1965 à 1984 à la Sorbonne. De 1979 à 1988, il dirigea également à la Sorbonne le cours de civilisation française pour les étrangers. Il fut président du Conseil scientifique du Front national et chevalier de la Légion d'honneur.
L’Académie française lui décerne le prix Jules-Favre en 1969 pour l'Édition des œuvres poétiques de Verlaine.

## Œuvres
- Lugné-Poe. L'Arche éditeur, Paris 1955.
- Le symbolisme au théâtre. Lugné-Poe et les débuts de l'œuvre. L'Arche, Paris 1957, 1972. (Thèse Sorbonne 1955)
- (Éd.) Romain Rolland, Lugné-Poe. Correspondance 1894–1901.  L'Arche, Paris 1957. (Thèse complémentaire 1955).
- Romain Rolland. Hatier, Paris 1961.
- XIXe siècle français. Le siècle romantique. Seghers, Paris 1962.
- Le Théâtre de Montherlant. SEDES, Paris 1973.
- Le Théâtre de Giraudoux. SEDES, Paris 1976.
- Sur Saint-John-Perse. Eloges. La gloire des rois. Anabase. SEDES, Paris 1977.
- « Maurras et la poésie », Études maurrassiennes, Aix-en-Provence, vol. 4,‎ 1980, p. 269-274
- Verlaine entre Rimbaud et Dieu. Des "Romances sans paroles" à "Sagesse". SEDES, Paris 1982.
- (Éd.) Précis de littérature française du XXe siècle. PUF, Paris 1985.
- Le mondialisme. Mythe et réalité. Éditions nationales, Paris 1992. (Critique du mondialisme, en collaboration avec le Conseil scientifique du Front National)
- (Éd.) Santé et démographie. 11e colloque, recueil des actes. Éditions nationales, Paris 1997. (Colloque du Front national 1995)